# Dayana Cordero
Julieth Dayana Cordero Hernández (Caucasia, 18 de diciembre de 1995) más conocida como El Diamante, es una boxeadora colombiana peso gallo de boxeo por la WIBA y la FIB.

## Biografía
Entró al deporte de combate a los 9 años de edad a nivel amateur y actualmente ocupa el puesto 4 a nivel mundial en Boxrec (División bantamweight) y está en el top five del ranking AMB.
En Panamá peleó contra Saida “La Bomba” Mosquera (23 años). Combate por el supergallo de la Organización Internacional de Boxeo (IBO). Las dos boxeadoras fueron declaradas en empate aunque ganó claramente pero fue víctima de fallo localista.
El 15 de enero de 2016 ganó el título mundial de la AMB en las 118 Lb frente a la misma rival Sayda Mosquera.
Tuvo su primera defensa del título peso gallo en el municipio de Caucasia ante la contendiente Maribel "Pantera" Ramírez a quien luego de un par de certeros golpes y caídas de la mexicana en el primer y tercer round la derrotó por la vía del KO en el Round 7 para el orgullo de todo su pueblo.
Vive en Ciudad de Panamá junto a su mánager y esposo Alex Rambal y entrena bajo las órdenes del excampeón mundial Panameño Ricardo "el Maestrito "Córdoba , Haciendo historia ya que es el primer excampeón mundial panameño en lograr coronar a otro Púgil campeón del mundo.